# Кухарский, Андрей
Анджей Францишек Кухарский (пол. Andrzej Franciszek Kucharski; 1795—1862) — польский филолог, славист, этнограф, библиофил.

## Биография
Анджей Францишек Кухарский родился 30 ноября 1795 года в Петроковском уезде. После окончания курса в пиарских школах (учебных заведениях католического ордена пиаров) в Варшаве учительствовал в Люблине, Плоцке и Варшаве, где одновременно посещал университет. Получив в 1821 году степень магистра наук и изящных искусств, А. Кухарский преподавал латынь и античную литературу в школах различных воеводств. Одновременно он продолжал занятия славянскими грамматиками (польской, русской и чешской), а также изучал сербский язык (Верхней Лужицы). Летом 1823 г. он обратился в Комиссию по делам религии и общественного просвещения в Варшаве с прошением об отправке его за границу «для усовершенствования в литературе славянских языков». Признав его вполне соответствующим требованиям специальной инструкции, спустя более двух лет Комиссия известила Анджея Кухарского о предоставлении ему стипендии и командировании его согласно подробно разработанному маршруту путешествия по славянским землям, включавшему также посещение Германии, Австрии и Италии.
В конце 1825 года А. Кухарский выехал из Варшавы. Донесения молодого исследователя, а также его путевые записки, составленные во время путешествия по славянским землям, печатались в польской прессе (в журнале "Pamiętnik Warszawski ", в «Gazecie Polskiej» («Listy z krajów słowiańskich» и др.).
Деятельность А. Кухарского в годы его странствий была весьма разнообразна и плодотворна: в Праге он изучал чешский язык и литературу под руководством В. Ганки и Ф. Л. Челаковского и переводил на польских язык Краледворскую «рукопись»; молодой славист занимался также хорватской грамматикой, составлял список лужицких населенных пунктов, заселенных сербами, переписывал редкие памятники южнославянской письменности, собирал материалы для предполагаемой специальной этнографической карты Российской империи. Во время путешествия, затянувшегося на пять лет, А. Кухарский вёл «Дневник», в котором подробно записывал все свои впечатления, в том числе — о встречах с Й. Добровским, П. Й Шафариком, В. Ганкой, Я. Колларом и другими деятелями славистики, с которыми переписывался по возвращении на родину. Наконец, несмотря на довольно ограниченные средства, которыми его снабдил Варшавский университет, Анджей Кухарский в огромном количестве покупал книги и брошюры, в том числе даже такие, «о существовании которых не знали местные записные библиофилы».
А. Кухарский вернулся в Польшу в конце 1830 года, незадолго до начала восстания 1830—1831 годов. В декабре 1831 года он получил назначение на замещение должности профессора в Варшавском университете, однако вследствие последовавшего вскоре закрытия этого учебного заведения университетским профессором он так и не стал. Попытки получить место в университете Вроцлава также не увенчались успехом, и он преподавал в нескольких воеводских училищах и во второй варшавской гимназии. На какое-то время его ученые занятия были заброшены.
Спустя несколько лет, не оставляя своей педагогической деятельности, А. Кухарский вернулся к своим филологическим исследованиям. Помимо нескольких статей в периодических изданиях и ряда работ, он принял участие в подготовке «Истории славянского законодательства» В. А. Мацеевского и, в частности, в издании «Древнейших памятников славянского законодательства» (Варшава, 1838). В рукописи остались его труды по всеобщей истории («Всеобщая история. Часть 3. История новая» (Варшава, 1841), сравнительной грамматике славянских наречий, о переводе Библии на славянские языки. В последние годы жизни Кухарский приступил к работе по истории расселения славянских племен, для которой готовил материалы еще во время своего путешествия (в рукописи остался незавершенный «Географический словарь городов и селений, некогда принадлежавших славянам»). Неудивительно присутствие в его постоянно пополнявшейся библиотеке изданий, в том числе редких, необходимых для подготовки столь разнообразных по проблематике сочинений.
На протяжении 40 лет библиофил Анджей Кухарский собирал свою библиотеку, которая стала достаточно известной в своё время.
Скончался в Варшаве 17 января 1862 г.